# Torrubiella dabieshanensis
Torrubiella dabieshanensis är en svampart som beskrevs av B. Huang, M.Z. Fan & Z.Z. Li 1998. Torrubiella dabieshanensis ingår i släktet Torrubiella och familjen Cordycipitaceae.   Inga underarter finns listade i Catalogue of Life.